# Iskra-1030
L'Iskra 1030 (in russo ИСКРА 1030?) era un personal computer compatibile PC IBM basato sul processore KR1810VM86, clone dell'8086. Fu prodotto in Unione Sovietica a Kursk dalla Sčëtmaš e venne immesso sul mercato nel 1989.

## Modelli e varianti
Il modello base - Iskra 1030.11 - era disponibile in cinque versioni. Tutti i modelli erano realizzati all'interno del medesimo case, con un differente insieme di schede e periferiche:
- Scheda di connessione ("basket") - la parete posteriore dell'intelaiatura di metallo con guide per le schede
- Controller per drive di floppy disk  - una o due schede
- Controller per floppy disk, combinato con il controller per tastiera
- Controller per DMA (direct memory access)
- Scheda del micro-computer, con microprocessore e ROM
- Scheda della RAM
- Controller del video - una o due schede
- Apparato adattatore per il trasferimento di dati

Ogni scheda aveva le seguenti dimensioni: 233,4 × 220 × 1,5 mm. La massima altezza delle schede inclusi i componenti era di 12 mm.
Nella prima versione il computer non prevedeva l'hard disk. Aveva incorporati due floppy CM 5640 (doppia faccia, 40 tracce e 9 settori per lato, 360 KB). RAM 512 KB.
La seconda e terza versione prevedevano un hard disk CM 5508 (10 MB). Un drive per floppy drive, SM 5640. La scheda grafica era compatibile con la CGA, ma il monitor nero e verde mostrava solo 3 gradazioni di luminosità (nero incluso).
La quarta e quinta versione, includevano l'hard disk MS 5405 (20 MB) e il floppy CM 5643 o MS 5311 (doppia faccia, 80 tracce e 9 settori per lato, 720 KB). La capacità di memoria era stata incrementata a 640 KB (espandibile a 1 MB).

## Iskra 1030M

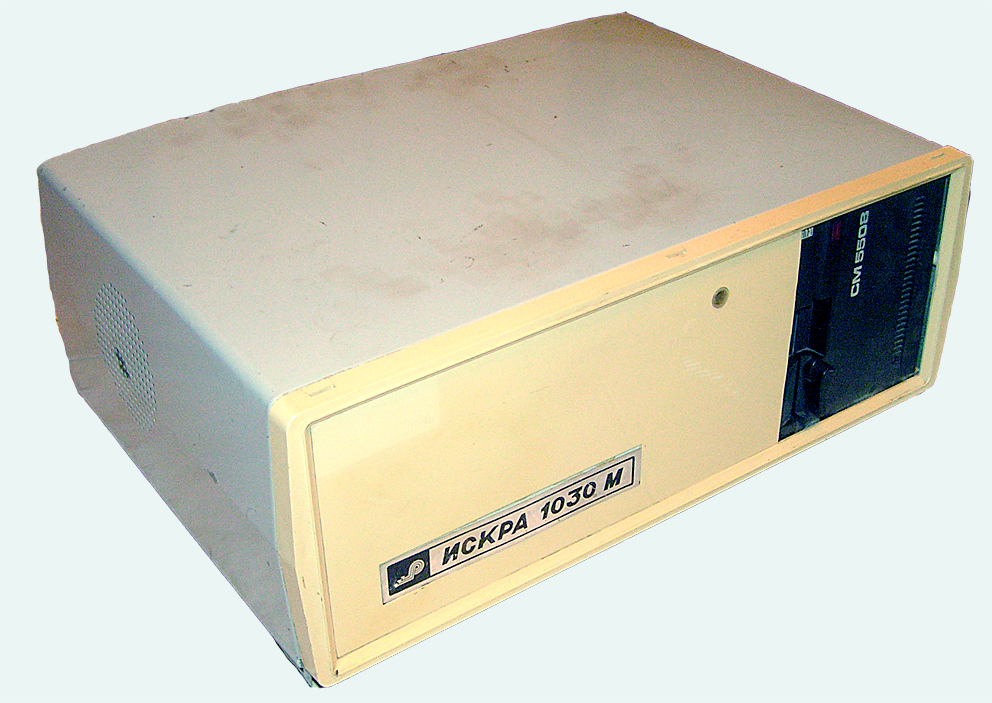
Iskra 1030М

Il modello Model 1030M fu per la prima volta presentato all'International Industrial Exhibition Avtomatizatsiya tenuto in Mosca nel tardo 1989.
Hard disk Seagate ST-225 (20 MB), SM5508. Il corpo aveva dimensioni ridotte. 

## Iskra 1031

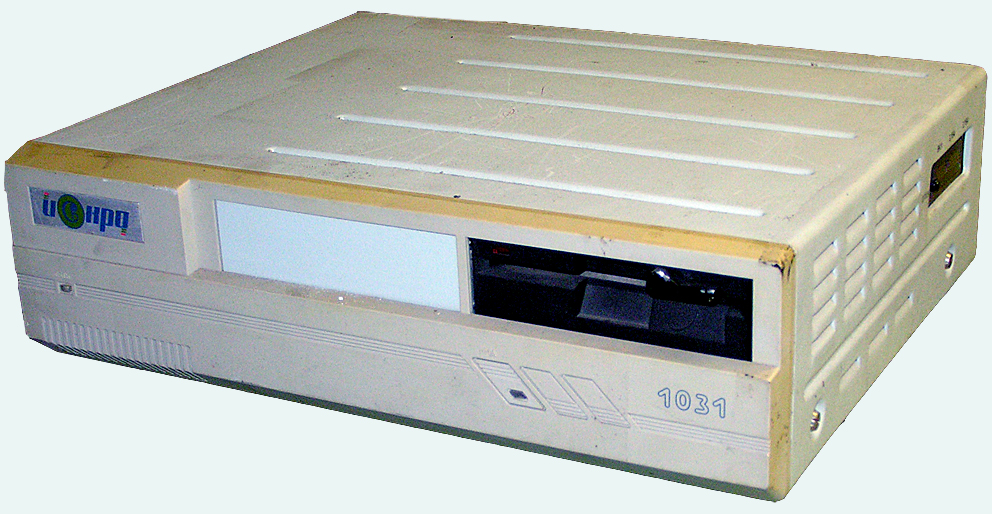
Iskra 1031

È un'ulteriore variante dell'Iskra 1030.11. L'ammontare di RAM era tra 640 kb e 1 MB. Scheda video CGA compatibile. Hard disk Seagate ST-225 (20 MB). Cambio del case.